# Раусу
Рау́су (яп. 羅臼町 Раусу-тё̄) — посёлок в Японии, находящийся в уезде Менаси округа Немуро префектуры Хоккайдо. До 1930 посёлок носил название Уэбэцу (яп. 植別村 Уэбэцу-мура). Площадь посёлка составляет 397,91 км², население — 5700 человек (30 июня 2014), плотность населения — 14,32 чел./км².

## Географическое положение
Раусу расположен на восточной части полуострова Сиретоко острова Хоккайдо, с видом на Кунаширский пролив (пролив Немуро). Сельские общины находятся в основном на береговой линии у устьев рек. Центр Раусу находится у устья реки Раусу, которая впадает в море.
С Раусу граничат посёлки Сибецу, Сяри. Доехать до Раусу можно из данных посёлков по шоссе. Национальное шоссе 335 (т. н. «кунаширское шоссе») соединяет Раусу и Сибецу, с общей протяжённостью 42,4 км, а национальное шоссе 33 соединяет Раусу и Бихоро, с общей протяжённостью 123,3 км.

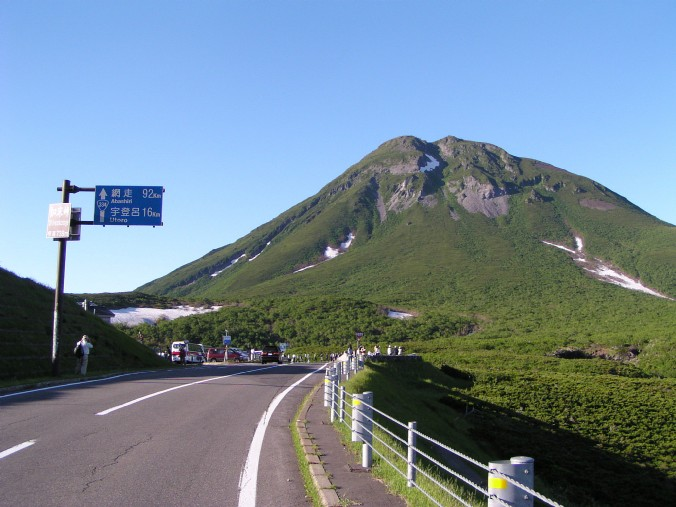
Гора Раусу по шоссе 334

- Горы: гора Раусу (1 660 м), гора Сиретоко (1 563 м);
- Крупные реки: река Раусу;
- Крупные озёра и болота: озеро Раусу.

Кунашир, один из Курильских островов, виден из города.

## Климат
| Показатель                     | Янв. | Фев. | Март | Апр. | Май | Июнь | Июль | Авг. | Сен. | Окт. | Нояб. | Дек. | Год |
| ------------------------------ | ---- | ---- | ---- | ---- | --- | ---- | ---- | ---- | ---- | ---- | ----- | ---- | --- |
| Средний суточный максимум, °C  | −2   | −2   | 0    | 5    | 9   | 11   | 15   | 18   | 18   | 14   | 8     | 1    | 7,9 |
| Средний суточный минимум, °C   | −6   | −8   | −5   | −1   | 3   | 7    | 11   | 14   | 13   | 8    | 2     | −3   | 2,9 |
| Норма осадков, мм              | 44   | 31   | 55   | 58   | 87  | 81   | 93   | 127  | 131  | 71   | 82    | 59   | 919 |
| Источник: World Weather Online |      |      |      |      |     |      |      |      |      |      |       |      |     |

## Население
Население посёлка составляет 5700 человек (30 июня 2014), а плотность — 14,32 чел./км². Изменение численности населения с 1980 по 2005 годы:
| 1980 | 8299 чел. |  |
| 1985 | 8065 чел. |  |
| 1990 | 7805 чел. |  |
| 1995 | 7471 чел. |  |
| 2000 | 6956 чел. |  |
| 2005 | 6540 чел. |  |

## Символика
Деревом посёлка считается рябина смешанная, цветком — Phlox subulata, птицей — орлан-белохвост.

## Экономика

### Рыбная промышленность
Треть жителей посёлка работают в рыбной промышленности. В основном потребляется морской окунь китидзи (Sebastolobus macrochir), минтай, водоросль комбу, лосось, кальмары и морские ежи. Особенно известным является водоросль комбу Раусу.
Сельское хозяйство в Раусу развито слабо.

### Местный бизнес
Второй серьёзный источник экономического дохода в Раусу не связан с конкретной отраслью, а, скорее, является сочетанием местной розничной торговли, муниципальной работы, сферы пищевых продуктов и напитков и т. д.

### Национальный парк Сиретоко
Третьим источником дохода в Раусу является национальный парк Сиретоко. Великолепие лесов Сиретоко и обилие водной флоры и фауны в Кунаширском проливе является основой местной туристической индустрии. В связи с расширением шоссе 335 в последние годы стало популярным наблюдение за китами и дельфинами летом, а также наблюдение за орланами и тюленями зимой.

## Береговая охрана
В связи с близостью России и возможностью возникновения споров, касающихся рыболовства, японская береговая охрана сохраняет своё присутствие в посёлке круглый год. Суда береговой охраны постоянно находятся в доках Раусу; персонал проживает в казармах.
Силы самообороны Японии поддерживают постоянное присутствие в посёлке.

## Образование
Как и большинство средних школ Японии, местные старшие средние школы управляются префектурным советом по вопросам образования (яп. 北海道教育委員会), в то время как местные средние и начальные школы находятся в ведении местных советов образования.

### Старшие средние школы
- Старшая средняя школа Раусу

### Средние школы
- Средняя школа Сюнсё. Архивировано из оригинала 2 марта 2012 года.
- Средняя школа Раусу. Архивировано из оригинала 5 марта 2012 года.

### Начальные школы
- Начальная школа Сюнсё. Архивировано из оригинала 29 февраля 2012 года.
- Начальная школа Раусу. Архивировано из оригинала 2 марта 2012 года.

Совет по образованию Раусу. Архивировано из оригинала 2 марта 2012 года. участвует в JET-программе министерства образования, культуры, спорта, науки и технологий (MEXT) с лета 1995 года. Данная программа позволяет носителям английского языка работать в качестве помощника преподавателя иностранных языков (англ. Assistant Language Teacher (ALT)) с целью развития иноязычного образования в Японии.

## Транспорт

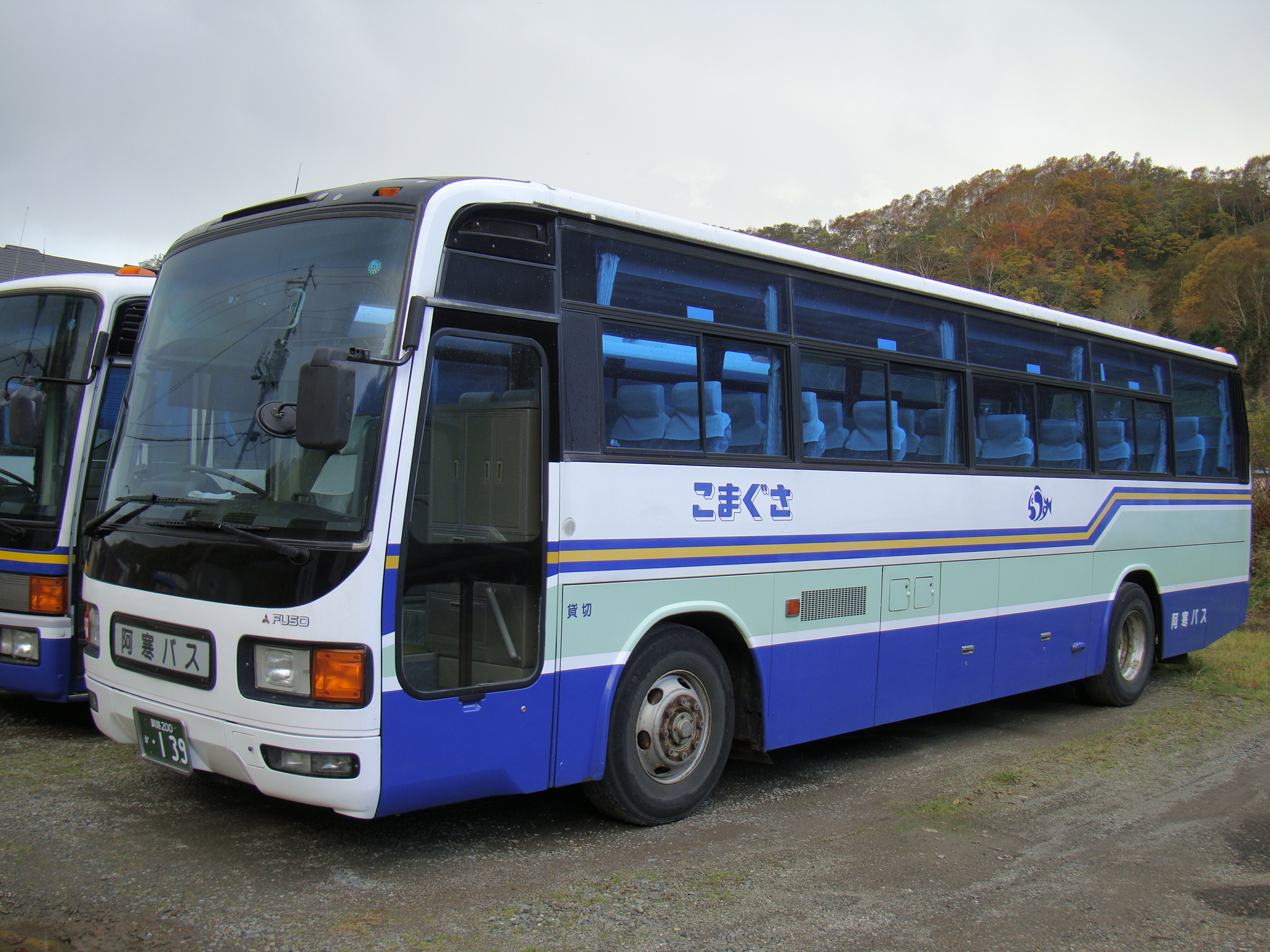
Маршрутный автобус, обслуживаемый Akan Bus.

Раусу находится приблизительно в 70 км к северо-востоку от аэропорта Накасибецу (яп. 中標津空港 Накасибэцу Ку:ко:).
Существует маршрутный автобус от станции Кусиро (яп. 釧路駅 Кусиро-эки) до центра Раусу, обслуживаемый компанией Akan Bus (яп. 阿寒バス Аканбасу). Обслуживание ограничено четырьмя следованиями туда и обратно в день. Летом используется маршрут от Уторо Онсэн в Сяри до Раусу, обслуживаемый Shari Bus (яп. 斜里バス Сярибасу) и Akan Bus.

## Другое

### Известные люди из Раусу
- Тоёсима Юкари[яп.] — актриса, певица.